# سارما ۱۰۱۲

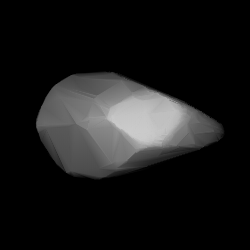
مدل سه‌بُعدی سیارک سارما ۱۰۱۲ بر طبق منحنی نور آن

سیارک ۱۰۱۲ (به انگلیسی: 1012 Sarema، نامگذاری:1924PM) هزار و دوازدهمین سیارک کشف شده‌است که در ۱۲ ژانویه ۱۹۲۴ و در هایدلبرگ کشف شد.
قدر مطلق سیارک برابر ۱۲٫۴۱ است.